# Опьянение
Опьяне́ние — совокупность психических, вегетативных и неврологических расстройств вследствие приёма психоактивных веществ. На начальной стадии опьянение иногда проявляется причинно радостным, приподнятым настроением (эйфория), но встречаются и атипичные формы опьянения, например депрессивное алкогольное опьянение с выраженным пониженным настроением. В МКБ-10 для обозначения опьянения используется подрубрика «о́страя интоксика́ция».

## Классификация
В зависимости от вещества, вызывающего опьянение, согласно МКБ-10, различают следующие виды острой интоксикации:
- опьянение (острая алкогольная интоксикация) (F10.0)
  - алкогольное патологическое опьянение (F10.07)
- острая интоксикация, вызванная употреблением опиоидов (F11.0) — включает морфиновое опьянение, героиновое опьянение и др., характеризующееся двигательной заторможенностью и идеаторным возбуждением
- острая интоксикация, вызванная употреблением каннабиноидов (F12.0) — включает гашишное опьянение или опьянение другими продуктами конопли
- острая интоксикация, вызванная употреблением седативных или снотворных средств (F13.0) — включает барбитуратное опьянение и прочее опьянение, вызванное снотворными веществами
- острая интоксикация, вызванная употреблением кокаина (F14.0) — кокаиновое опьянение, характеризующееся повышением уровня бодрствования («сверхбодрствование»), повышением энергичности и эйфорией
- острая интоксикация, вызванная употреблением других стимуляторов (включая кофеин) (F15.0) — включает опьянение психостимуляторами и кофеиновое опьянение
- острая интоксикация, вызванная употреблением галлюциногеннов (F16.0) — включает опьянение галлюциногенами, психоделиками
- острая интоксикация, вызванная употреблением табака (острая никотиновая интоксикация) (F17.0) — характеризуется лабильностью настроения и нарушениями сна
- острая интоксикация, вызванная употреблением летучих растворителей (F18.0) — включает опьянение летучими растворителями, присутствующими во многих домашних хозяйственных и технических продуктах (краска, клей, бензин, некоторые сорта клея); этим же кодом обозначается опьянение вдыханием иных веществ, например закисью азота и другими средствами для ингаляционного наркоза
- Острая интоксикация, вызванная одновременным употреблением нескольких наркотических средств и использованием других психоактивных веществ (F19.0).